# Expectations (album de Bebe Rexha)
Pour les articles homonymes, voir Expectations.
Albums de Bebe Rexha
All Your Fault: Pt. 2 (en)
(2017) Better Mistakes
Singles
1. I'm a Mess
Sortie : 15 juin 2018

Expectations est le premier album de la chanteuse américaine Bebe Rexha.

## Composition

### Style musical
Expectations est généralement considéré comme un album de style pop et dance-pop mais il contient aussi d'autres styles musicaux : plusieurs chansons mélangent la pop avec de la musique tropicale, de la trap et de la dancehall, Shining Star est « teintée de salsa » d'après les journalistes de The Independent et la dernière piste, Meant to Be, en featuring avec Florida Georgia Line, est une chanson de style country. Neil Z. Yeung décrit l'album comme ayant un style « pop sombre avant-gardiste »,.
Bebe Rexha, pour l'album Expectations, est comparée à plusieurs artistes : Lana Del Rey, Sia, Dua Lipa, Zara Larsson, Gwen Stefani, No Doubt, Ed Sheeran, Maren Morris et Rag'n'Bone Man. Ilana Kaplan et Nick Hasted comparent la puissance vocale de la chanteuse à celle de Lady Gaga.

### Pochette et artwork
La pochette de l'album est une photographie de la chanteuse, un portrait en noir et blanc,.

## Accueil critique
Sur Metacritic, l'album obtient une moyenne de 65, note basée sur six critiques, ce qui correspond à des « critiques généralement favorables ».
Neil Z. Yeung, qui écrit une critique de l'album pour le site musical AllMusic, le trouve meilleur que les trois EPs de la chanteuse.

## Liste des pistes
| 1.    | Ferrari                       | Bleta Rexha, Jason Evigan (en), Asia Whiteacre                                                    | 3:32  |
| 2.    | I'm a Mess                    | Bleta Rexha, Jussi Karvinen, Justin Tranter, Meredith Brooks, Shelly Peiken (en)                  | 3:15  |
| 3.    | 2 Souls on Fire (feat. Quavo) | Bleta Rexha, Quavious Marshall, Lauren Christy (en), Jussi Karvinen, Aaron Zuckerman              | 2:50  |
| 4.    | Shining Star                  | Bleta Rexha, Lauren Christy, Jacqetta Singleton, Scott Carter, Alexander Prawl, Dre Pinckney      | 3:06  |
| 5.    | Knees                         | Bleta Rexha, Lauren Christy, Josh Miller, David Garcia (en)                                       | 3:21  |
| 6.    | I Got You                     | Bleta Rexha, Ben Berger, Ryan McMahon, Ryan Rabin (en), Lauren Christy, Jacob Kasher Hindlin      | 3:11  |
| 7.    | Self Control                  | Bleta Rexha, Lauren Christy, Andrew Wells                                                         | 2:54  |
| 8.    | Sad                           | Bleta Rexha, Stefan Johnson, Jordan Johnson, Marcus Lomax (en), Asia Whiteacre, Oliver Peterhof   | 3:05  |
| 9.    | Mine                          | Bleta Rexha, Chauncey Hollis, Jr., Lionchild, Rachel Kennedy, Lance Shipp, Nathalia Marshall      | 2:451 |
| 10.   | Steady (feat. Tory Lanez)     | Bleta Rexha, Daystar Peterson, Asia Whiteacre, Louis Bell                                         | 3:14  |
| 11.   | Don't Get Any Closer          | Bleta Rexha, Emily Warren (en), Scott Harris (en), Jussi Karvinen                                 | 2:48  |
| 12.   | Grace                         | Bleta Rexha, Lauren Christy, Andrew Wells                                                         | 3:16  |
| 13.   | Pillow                        | Bleta Rexha, Whiteacre, Jonathan Yip, Raymond Romulus, Jeremy Reeves, Raymound McCullough II (en) | 3:36  |
| 14.   | Meant to Be                   | Bleta Rexha, Tyler Hubbard (en), Josh Miller, David Garcia                                        | 2:43  |
| 43:47 |                               |                                                                                                   |       |

## Personnel
- Adam Mersel : management
- Jeff Levin : A&R
- Mitch McCarthy : mixage réducteur (titres 1-5, 7-13)
- Manny Marroquin (en) : mixage réducteur (titre 6)
- Michelle Mancini : mastering

## Certifications
| Région                                                                                                 | Certification           | Ventes/Streams             |
| --- | ----------------------- | -------------------------- |
| Canada (Music Canada)                                                                                  | Or                      | 40 000 équivalent vente    |
| États-Unis (RIAA)                                                                                      | Disque de certification | 1 000 000 équivalent vente |
| *Ventes selon la certification ^Mise en rayon selon la certification xNon précisé par la certification |                         |                            |